# Метцгерія тонкожилкова
Метцгерія тонкожилкова (Metzgeria leptoneura) — вид печіночників родини метцгерієвих (Metzgeriaceae).

## Поширення
Батьківщиною є Європа, Африка, Азія, Австралія, Північна Америка, Південна Америка.